# Línea 15 (Maldonado)
La línea 15 es una línea de transporte público del departamento de Maldonado, Uruguay. Su destino es el balneario Buenos Aires, partiendo de la agencia Maldonado.

## Ruta

#### Ida y vuelta
Las siguientes rutas corresponden al camino de ida y vuelta de marzo hasta mediados de diciembre.
Agencia Maldonado, Av. Batlle y Ordóñez, Francisco Martínez, Simón del Pino, Santiago Gadea, Bergalli, Rincón, 3 de Febrero,18 de Julio, San José, Terminal Maldonado, Av. Acuña de Figueroa, Av. Roosevelt, Bvar. Artigas, Terminal Punta del Este, Rbla. L. Batlle, Puente Leonel Viera, Av. Eduardo V. Haedo, Ruta 10, Manantiales, El Chorro, Lobos, Brótolas, Pejerreyes, Balneario Buenos Aires, Calle 49, Calle 38.
El Chorro, Lobos, Brótolas, Pejerreyes, Balneario Buenos Aires, Calle 49, Calle 38, Ruta 10, Manantiales, La Barra, Av. Eduardo V. Haedo, Camino Eguzquiza, Av. Eduardo V. Haedo, Puente Leonel Viera, Rbla. Lorenzo Batlle, Av. Chiverta, Bvar. Artigas, Terminal Punta del Este, Bvar. Artigas, Av. Roosevelt, Explanada Terminal Maldonado, Av. Roosevelt, Av. Camacho, Dodera, Dr. Edye, Cont. Bergalli, Fructuoso Rivera, Av. de los Gauchos, Francisco Martínez, Av. Batlle y Ordóñez, Agencia Maldonado.

#### Ida y vuelta (temporada de verano)
Agencia Maldonado, Av. Batlle y Ordóñez, Francisco Martínez, Simón del Pino, Santiago Gadea, Bergalli, Rincón, 3 de Febrero,18 de Julio, San José, Terminal Maldonado, Av. Acuña de Figueroa, Av. Roosevelt, Bvar. Artigas, Terminal Punta del Este, Rbla. L. Batlle, Puente Leonel Viera, Av. Eduardo V. Haedo, Juan Pedro López, Huberto Piñeiro, Bartolomé Hidalgo, Los Destinos, Vanguardia, Victoria, Av. Miguel Jaureguiberry, Ruta 10, Manantiales, El Chorro, Lobos, Brótolas, Pejerreyes, Balneario Buenos Aires, Calle 49, Calle 38.
El Chorro, Lobos, Brótolas, Pejerreyes, Balneario Buenos Aires, Calle 49, Calle 38, Ruta 10, Manantiales, San Salvador, Victoria, Vanguardia, Los Destinos, Bartolomé Hidalgo, Julio Sosa, Av. Eduardo V. Haedo, Puente Leonel Viera, Rbla. Lorenzo Batlle, Av. Chiverta, Bvar. Artigas, Terminal Punta del Este, Bvar. Artigas, Av. Roosevelt, Explanada Terminal Maldonado, Av. Roosevelt, Av. Camacho, Dodera, Dr. Edye, Cont. Bergalli, Fructuoso Rivera, Av. de los Gauchos, Francisco Martínez, Av. Batlle y Ordóñez, Agencia Maldonado.